# Ланская, Елена Юрьевна
Еле́на Ю́рьевна Ланска́я (род. 24 марта 1968, Талдом, Московская область, РСФСР, СССР) — российская актриса, телеведущая, радиоведущая, преподаватель в Щукинском училище.

## Биография
Родилась 24 марта 1968 года в Талдоме.
В 1987 году окончила театральную студию Галины и Владимира Поляковых. Поступила на режиссёрский факультет ГИТИСа, по специальности «Актёрское искусство», курс Бориса Голубовского. Ещё студенткой вышла замуж за Эдуарда Радзюкевича, вместе они поступили в Щукинское училище на курс Юрия Авшарова. Её однокурсниками были Александр Жигалкин, Дмитрий Марьянов, Наталья Щукина, Татьяна Скороходова, Александр Коручеков, Максим Разуваев. Один из спектаклей курса, в котором Елена принимала участие, «Город Мышей», послужил толчком к созданию театра «Учёная Обезьяна». В дипломных спектаклях исполняла роли: Елена Турбина («Белая гвардия» М.Булгаков), Наташа («Три сестры» А.Чехов). Окончила училище в 1992 году.
Актриса театра «Монолог XXI Век».
Работала диктором и ведущей на «Радио России».
В ноябре 1997 года была приглашена ведущей в «Новости культуры» на телеканале «Культура», в которых проработала до июня 2007 года.
В течение девяти лет, с 1998 года, играла в спектакле «Койка» Андрея Соколова совместно с Сергеем Безруковым, Анной Тереховой (Подруга Елены Захаровой), Алёной Бабенко, Сергеем Варчуком, Натальей Щукиной.
Была корреспондентом и ведущей программы «Лучшая Половина» на канале «НТВ».
На радиостанции «Маяк» была режиссёром и ведущей авторской программы «Вслух и про себя», гостями которой были более 80-ти известных персон (среди них Михаил Шемякин, Игорь Бутман, Николай Сванидзе, Владимир Жириновский, Андрис Лиепа, Денис Мацуев, Роман Виктюк, Эдгард Запашный, Вячеслав Зайцев, Дмитрий Быков, Алексей Рыбников, Борис Грачевский, Генри Резник, Юрий Мороз, Сергей Урсуляк, Максим Федотов, Сергей Караганов, Марк Рудинштейн, Лев Аннинский, Владимир Дашкевич, Леонид Рошаль, Георгий Гречко, Александр Маршал, Виталий Вульф, Аркадий Арканов, Ирина Хакамада, Анатолий Мукасей, Анастасия Волочкова).
Также работала радиоведущей на радиостанциях «Радио 101» и «Серебряный Дождь».
В 2002 году сыграла главную роль в криминальной мелодраме режиссёра Алексея Козлова «Жизнь продолжается».
В настоящий момент является преподавателем на кафедре сценической речи и актерского мастерства в Щукинском училище.
Была художественным руководителем и режиссёром аудиопроекта «Наш Вахтангов. Посвящение», созданного к 100-летию основания Вахтанговской школы. В проекте принимали участие 50 выпускников Училища старшего поколения.
В 2016 году выступала в качестве эксперта на Всероссийском молодежном образовательном форуме «Таврида».
В 1997 году в гражданском браке с музыкантом группы «Несчастный случай» Алексеем Кортневым родился сын Никита.

## Творчество

### Роли в театре
- «Койка» Андрея Яхонтова — Вторая женщина. Режиссёр: Андрей Соколов — (Театр «Монолог XXI век»)[3]
- «За закрытой дверью» Жана Поля Сартра. Режиссёр: Александр Мохов[6]
- «Мужчины по выходным» Виктора Мережко. Режиссёр: Андрей Краско

### Роли в кино
- 1994 — «Дом на камне»
- 2002 — «Жизнь продолжается» — Светлана
- 2003—2007 — «Адвокат» — Татьяна
- 2006 — «Бальзаковский возраст, или Все мужики сво… 2» — Алиса Асс, она же Света Соплякова
- 2008 — «Жаркий лёд» — тренер по фигурному катанию, Моника
- 2011 — «Фурцева» — жена Фирюбина, Марья Николаевна